# Isochilus aurantiacus
Isochilus aurantiacus là một loài lan native to México (Chiapas) to Trung Mỹ.